# Body Moves
Body Moves è un singolo del gruppo pop statunitense DNCE, pubblicato nel 2016 ed estratto dall'album DNCE.

## Video musicale
Nel video musicale, pubblicato l'11 ottobre 2016 e diretto da Hannah Lux Davis, si vedono Joe Jonas e Charlotte McKinney in atteggiamenti espliciti in un ascensore.

## Tracce
Download digitale
1. Body Moves – 3:56 (Joe Jonas, Rami Yacoub, Albin Nedler, Kristoffer Fogelmark)

## Formazione
- Joe Jonas – voce
- Jack Lawless – batteria, percussioni
- JinJoo Lee – chitarra
- Cole Whittle – basso, tastiera